# Vigvatten

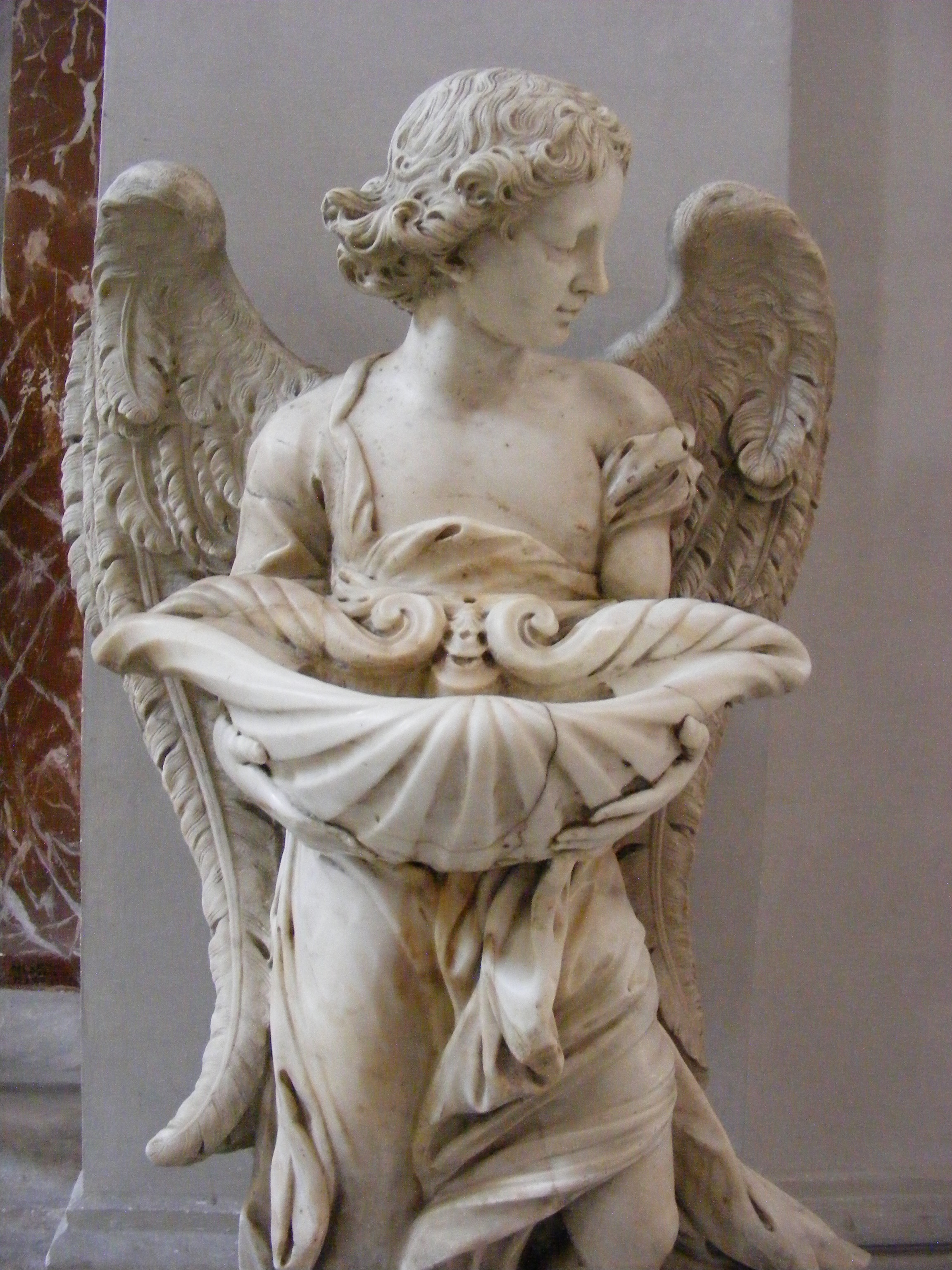
Vigvattenskål i kyrkan Santa Maria degli Angeli i Rom.

Vigvatten, heligt vatten eller dopvatten, avser vatten som blandas med salt och välsignas för att sedan användas för välsignande ändamål genom att man bestänker det som skall välsignas. Bestänkningen kallas aspersio. I romersk-katolska kyrkor finns ofta en vigvattenskål – ett aspersorium – vid kyrkans ingång, där besökarna tar vigvatten och gör korstecknet som en påminnelse om dopet. Vigvattenskålar med dopvatten finns även i lutherska kyrkor i Sverige, till exempel innanför huvudingången till Uppsala domkyrka.
Då en präst skall utbringa en välsignelse med vigvatten används en aspergil, hårviska eller bara handen, beroende på vilken kyrka prästen tillhör. I östkyrkan går vigvatten under namnet agiasmos.

## Vigvatten i mytologin
Inom mytologi är det inte sällan som onda varelser, exempelvis varulvar, vampyrer och demoner inte tål att få vigvatten på sig. Precis som ett kors kan de heller inte närma sig det.

## Bilder

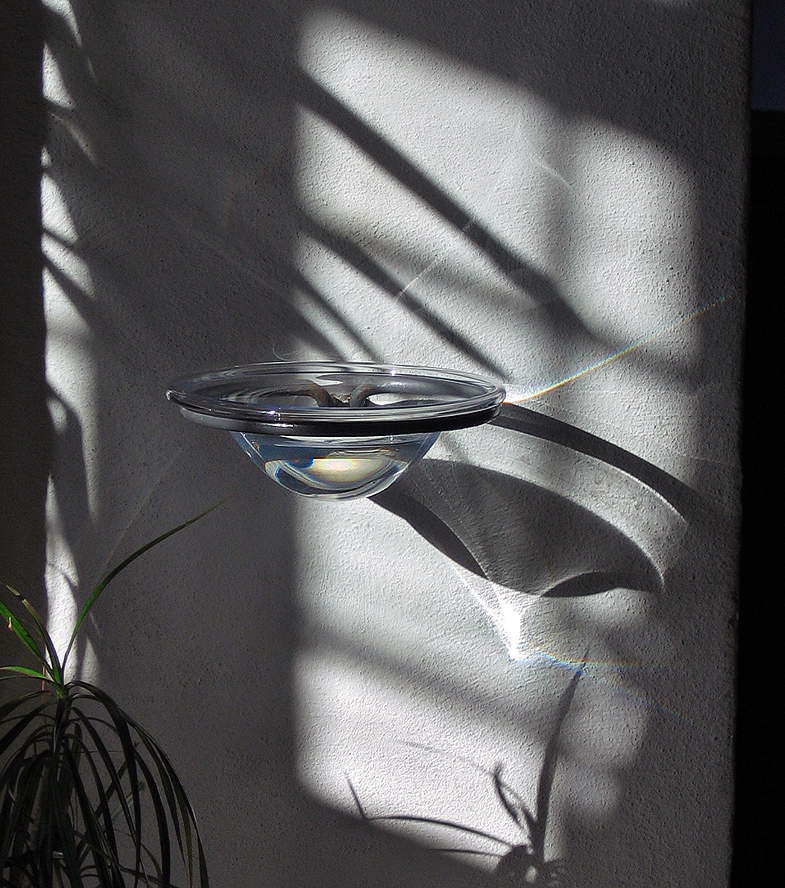
Vigvattenskål i entrén till katolska kyrkan i Ystad.
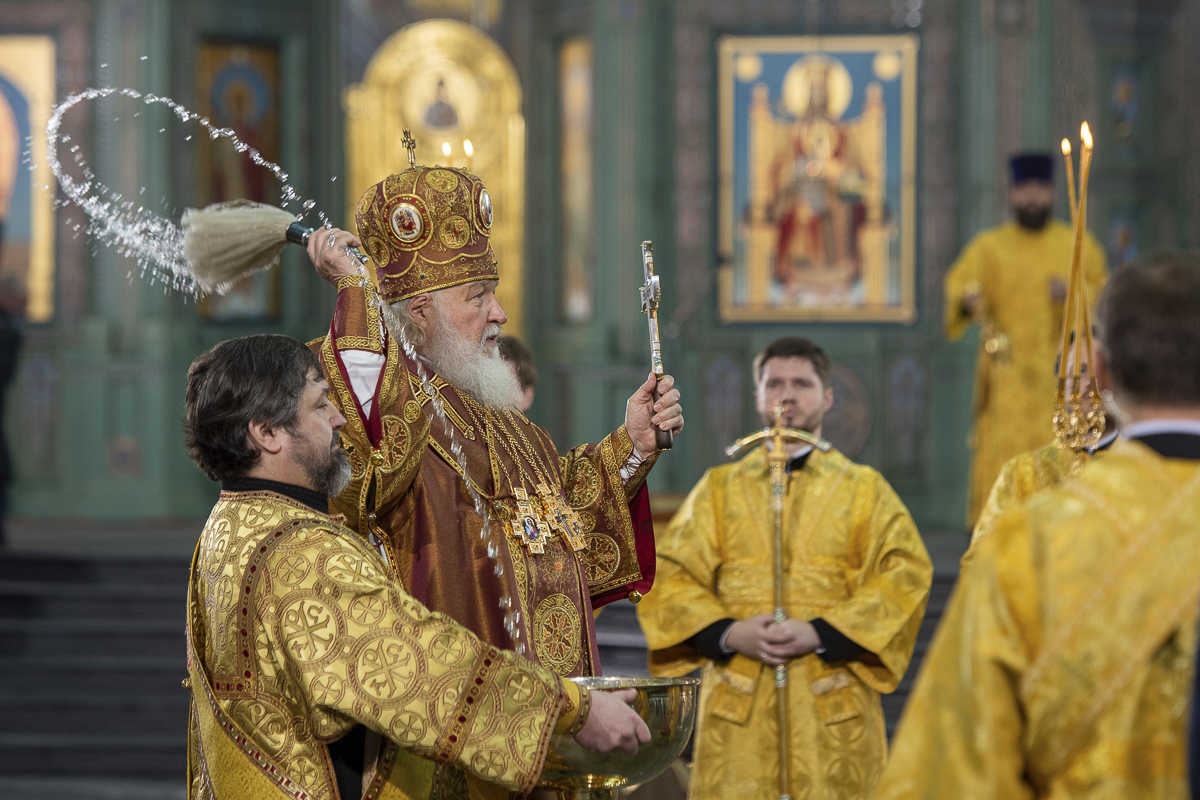
Rysk-ortodoxa kyrkans patriark Kirill kastar heligt vatten under invigningen av Ryska federationens väpnade styrkors huvudkatedral i Kubinka, Ryssland.